# Indigofera deflersii
Indigofera deflersii är en ärtväxtart som beskrevs av Baker f. Indigofera deflersii ingår i släktet indigosläktet, och familjen ärtväxter. Inga underarter finns listade i Catalogue of Life.